# فريق الرمل (قرية)
فريق الرمل هي قرية تابعة لبلدة العمران لمحافظة الأحساء في المنطقة الشرقية في المملكة العربية السعودية. تبعد عن الهفوف بحوالي 17 كيلومترًا، عدد سكانها التقريبي 315 نسمة، نشاطهم الاقتصادي في الزراعة، بها شبكة كهرباء ومياه حكومية، والطريق المؤدي إليها مُعبّد، وطبيعة أرضها منبسطة، عدد منازلها 36 منزلًا، والخدمة التعليمية فيها متوفرة. قدر فيدال عدد منازلها في العام 1952 بنحو 25 منزلًا.

## الموقع
فريق الرمال تتبع لبلدة العمران بمحافظة الأحساء، تبعد عن ميدنة الهفوف بحوالي 17 كيلومترًا.

## التاريخ
قدر فريدريكو فيدال عالم انثروبولوجي أمريكي عمل في قسم الأبحاث العربية في أرامكو السعودية من عام 1951 حتى 1971 في كتاب واحة الأحساء عدد المنازل 25 منزلًا في عام 1952.

## السكان
عدد سكان قرية فريق الرمال تقريبيًا 315 نسمة.

## المرافق
توجد في قرية فريق الرمال شبكة كهربائية وشبكة مياه حكومية، الطريق المؤدي إلي قرية فريق الرمال مسفلت، عدد منازل قرية فريق الرمال 36 منزل، وتتوفر فيها الخدمات التعليمية.

## اقتصاد
معظم سكان فريق الرمال كانوا يعملون في الزراعة، والحرف اليدوية.